# José María Tranquilino Almada
José María Tranquilino Almada y Quirós (Álamos, Sonora, 6 de julio de 1822 - 20 de septiembre de 1866), prefecto imperial de Álamos. Nació en esta población en el año de 1822 y fue hijo del gobernador del Estado de Occidente José María Almada. Había sido regidor del Ayuntamiento y en 1860 tomó las armas en defensa del Gobierno que presidía el general Ignacio Pesqueira, durante la rebelión que encabezó don Remigio Rivera. Mandó una sección de Guardia Nacional, derrotó a los indios sublevados mayos en Navojoa y pacificó el río Mayo. Al año siguiente se distanció del gobierno local con motivo del trágico fin de sus hermanos Vicente y Toribio que participaron en la rebelión conservadora de Estévez y perdieron la vida. Precipitados los acontecimientos de la intervención Francesa y el Imperio no tomó participación ninguna en los primeros años, hasta agosto de 1865 en que la ciudad de Álamos fue ocupada por una sección de tropas auxiliares de los franceses, mandada por el jefe imperialista Fortino Vizcaíno. Este, en obedecimiento de instrucciones del prefecto imperial, don Santiago Campillo y del general Garnier que ejercía el mando militar en Guaymas, porque les convenía atraerlo a su causa, le entregó el mando para sumar su influencia personal y la de los suyos a favor del Imperio. Inmediatamente se movilizó para Navojoa con el propósito de atraer a favor de su causa a los indios del río Mayo y días después retrocedió violentamente sobre Álamos que había sido recuperado por el general Rosales. el 24 de septiembre siguiente este fue derrotado y muerto por los imperialistas de Almada, con el agravante de que uno de sus hijos fue señalado equivocadamente como responsable de la unión del expresado Vizcaíno. Conservó la región en su poder siendo agraciado por Maximiliano con el grado de coronel, el nombramiento de prefecto imperial del departamento de Álamos y la Cruz de Oficial de la Orden Águila Mexicana.
En recompensa de la acción en que perdió la vida el General Rosales, el 18 de noviembre de 1865 le fue enviada a él y a todos los jefes y oficiales que habían participado en ella, la condecoración de la Orden de Guadalupe. Llevó sus armas a la región del río Fuerte, en donde dejó una guarnición, y el 7 de enero de 1866 fue derrotado y desalojado de Álamos por las tropas republicanas que mandaba el general Ángel Martínez; se dirigió al centro del Estado  reorganizando fuerzas con energía sorprendente; el 4 de mayo fue derrotado por el mismo general Martínez en Hermosillo, aunque pocas horas después los suyos tomaron la revancha y derrotaron a los republicanos que tuvieron que ceder la plaza; se batió con el coronel Palacio en Minas Nuevas y volvió a ocupar la ciudad de Álamos. El 20 de agosto fue obligado a desocupar la población por las tropas del citado militar; se retiró en dirección de Navojoa de donde trajo refuerzos con los que atacó de nuevo y fue completamente derrotado el 2 de septiembre. El Imperio languidecía porque al mismo tiempo Langberg y Tánori habían sido derrotados en Guadalupe de Ures, y tomó el camino de Guaymas en donde se embarcó con muchos otros comprometidos, buscando la salvación. Martínez recuperó el puerto y armó un buque a las órdenes del coronel Salazar Bustamente, que salió en persecución de los fugitivos y alcanzó a unos enfrente de las costas de Santa Rosalía y a otros en Mulegé. En los momentos de ejecutarse la aprehensión, sin que hubieran ofrecido ninguna resistencia, fue asesinado por el capitán Abato Avilés, en venganza del fusilamiento de su hermano Lorenzo, verificado en Álamos meses antes por sentencia de una Corte Marcial, en la época en que Almada mandaba allí. Fue popularmente conocido como el Chato Almada.